# Zarudeczko (przystanek kolejowy)
Zarudeczko (ukr. Зарудечко, ros. Зарудечко) – przystanek kolejowy w miejscowości Zarudeczko, w rejonie tarnopolskim, w obwodzie tarnopolskim, na Ukrainie. Położony jest na linii Szepetówka – Tarnopol.